# Sławków
Sławków è una città polacca del distretto di Będzin nel voivodato della Slesia.

## Geografia fisica
Ricopre una superficie di 36,6 km² e nel 2007 contava 6 853 abitanti.